# Södra Karelen
Södra Karelen (finska Etelä-Karjala) är det östligaste landskapet i före detta Södra Finlands län. Södra Karelen har sitt ursprung i det historiska landskapet Karelen. Södra Karelen består av 9 kommuner med sammanlagt cirka 132 000 invånare (2013). Centralorten i Södra Karelen är staden Villmanstrand.

## Kommuner
Det finns nio kommuner i landskapet (2020). Städerna är markerade med fet stil.

- Imatra
- Lemi
- Luumäki
- Parikkala
- Rautjärvi
- Ruokolax
- Savitaipale
- Taipalsaari
- Villmanstrand

## Välfärdsområde
Hela landskapet tillhör Södra Karelens välfärdsområde som ansvarar för social- och hälsovård samt räddningstjänst.

## Språk
Befolkningen efter språk den 31 december 2014. Finska, svenska och samiska räknas som inhemska språk då de har officiell status i landet. Resten av språken räknas som främmande.
| Språk                      | Talare  | %        |
| -------------------------- | ------- | -------- |
| Hela befolkningen          | 131 764 | 100,00 % |
| Finska                     | 124 858 | 94,76 %  |
| Svenska                    | 219     | 0,17 %   |
| Samiska                    | 2       | 0,00 %   |
| Främmande språk totalt     | 6 686   | 5,07 %   |
| Ryska                      | 4 248   | 3,22 %   |
| Estniska                   | 376     | 0,29 %   |
| Engelska                   | 185     | 0,14 %   |
| Thai                       | 174     | 0,13 %   |
| Arabiska                   | 138     | 0,10 %   |
| Kinesiska                  | 136     | 0,10 %   |
| Turkiska                   | 122     | 0,09 %   |
| Kurdiska                   | 104     | 0,08 %   |
| Språk med under 100 talare | 1 192   | 0,90 %   |
| Okänt språk                | 11      | 0,01 %   |